# Caconemobius schauinslandi
Caconemobius schauinslandi is een rechtvleugelig insect uit de familie krekels (Gryllidae). De wetenschappelijke naam van deze soort is voor het eerst geldig gepubliceerd in 1901 door Alfken.
1. ↑  (en) Caconemobius schauinslandi op de IUCN Red List of Threatened Species.